# Кшижовники (Познанський повіт)
Кшижовники (пол. Krzyżowniki, нім. Kreuzfeld) — село в Польщі, у гміні Клещево Познанського повіту Великопольського воєводства.
Населення — 237 осіб (2011).
У 1975-1998 роках село належало до Познанського воєводства.

## Демографія
Демографічна структура станом на 31 березня 2011 року:
|          | Загалом | Допрацездатний вік | Працездатний вік | Постпрацездатний вік |
| -------- | ------- | ------------------ | ---------------- | -------------------- |
| Чоловіки | 114     | 23                 | 80               | 11                   |
| Жінки    | 123     | 33                 | 68               | 22                   |
| Разом    | 237     | 56                 | 148              | 33                   |